# Aconitum vilmorinianum
Aconitum vilmorinianum är en ranunkelväxtart som beskrevs av Vladimir Leontjevitj Komarov. Aconitum vilmorinianum ingår i släktet stormhattar, och familjen ranunkelväxter. Utöver nominatformen finns också underarten A. v. patentipilum.